# Уодсворт, Уильям
Уильям Ридо Уодсворт (англ. William Ridout Wadsworth; 17 декабря 1875, Торонто, Канада — 1971, Торонто, Канада) — канадский гребец, серебряный призёр летних Олимпийских игр 1904.
На Играх 1904 в Сент-Луисе Уодсворт участвовал только в соревнованиях восьмёрок. Его команда заняла второе место и выиграла серебряные медали.